# Ombres sur l'Hudson
Ombres sur l’Hudson (titre original : Shadows on the Hudson) est un roman d'Isaac Bashevis Singer paru en 1957. Initialement publié en yiddish sous le titre Shotns baym Hodson, d'abord en feuilleton dans le journal The Forward, puis en volume en 1957, il n'a été traduit en anglais, par Joseph Sherman, de l'université du Witwatersrand, qu'en 1998,,,, puis en français en 2001, par Marie-Pierre Bay, depuis la version anglaise,. 
Il se déroule en 1947 à New York et relate la vie d’une communauté de juifs venant de Pologne et rescapés de la Shoah.
Le personnage principal est Hertz Grein, journaliste occasionnel, qui quitte sa femme et sa maîtresse pour vivre avec Anna Makaver, qui a 20 ans de moins que lui et qui a été son élève, enfant, à Varsovie. Chacun des personnages  est habité de ses interrogations, et ses doutes dans son parcours et dans sa quête de Dieu.